# Modicogryllus mulanje
Modicogryllus mulanje är en insektsart som beskrevs av Otte, D. 1987. Modicogryllus mulanje ingår i släktet Modicogryllus och familjen syrsor. Inga underarter finns listade i Catalogue of Life.